# Crăciun, Cantemir
Crăciun este un sat din cadrul comunei Lingura din raionul Cantemir, Republica Moldova.
Primele case au fost construite în preajma anului 1900.
În 2011, în sat funcționau un magazin și o grădiniță frecventată de 27 de copii.

## Demografie

### Structura etnică
Structura etnică a localității conform recensământului populației din 2004:
| Grup etnic                                               | Populație | % Procentaj  |
| -------------------------------------------------------- | --------- | ------------ |
| Băștinași declarați Moldoveni Băștinași declarați Români | 321 1     | 99,69% 0,31% |
| Total                                                    | 322       |              |